# Stegastes lividus
Stegastes lividus är en fiskart som först beskrevs av Forster, 1801.  Stegastes lividus ingår i släktet Stegastes och familjen Pomacentridae. Inga underarter finns listade i Catalogue of Life.